# ロシア・カザン戦争 (1505年-1507年)
1505年から1507年にかけてのロシア・カザン戦争 は、モスクワ大公国とカザン・ハン国並びにその同盟国との間で行われた戦争である。戦争の主な原因はモスクワ傀儡のカザン・ハンであったムハンマド・アミンの同国からの完全な独立を求める欲求、モスクワ国家の服属の可能性にあった。ムハンマド・アミンが公式にモスクワへの服属を認めたことで戦争は失敗に終わった。けれども戦争はモスクワ大公国と、大オルダの崩壊によって生じ、それ以来、ますます敵対するようになった国々であるカザン・ハン国並びにクリミア・ハン国との関係においては急変を示すこととなった。

## 政治的状況
戦争の勃発時にモスクワ大公国 においては大公の交替が生じた。モスクワ大公イヴァン3世大帝の晩年に戦争が始まったが、その主要な出来事は息子のヴァシーリー3世の治世下で起きた。イヴァン3世はジョチ・ウルスの後継国家である大オルダからの独立を達成し、これを完全に崩壊せしめることに成功した。大オルダとの戦争時に彼の唯一の同盟者は、ジョチ・ウルスが崩壊時に分離して独立を目指したタタール系国家で、当初はカザン・ハン国とクリミア・ハン国であった。カザン・ハン国はロシアと密接な関係を持っており、多くの皇子や名士がモスクワ大公のもとに奉仕に行った。同国における長期に及ぶ権力闘争状態の中、モスクワ大公はムハンマド・アミン（1502年の積極的なモスクワ派によって行われた政変により再度ハン位についた）のような己の傀儡をハン位につけることに成功した。
メングリ1世ギレイが統治するクリミア・ハン国との関係はそれほど密接ではなかったが、イヴァン3世は、ポーランド・リトアニア合同の戦力をそらさせて、尚且つ削いで、リトアニア大公国の領域を蹂躙するためにクリミア・タタール人を利用することを目指した。メングリ1世は、大オルダを最終的に崩壊させ、同国の領域やアストラハン・ハン国の一部の占領のためにモスクワ国家の支援を目論んだ。 しかし、1502年にメングリ1世によって大オルダが滅ぼされて以降、ロシア国家はクリミア・ハン国の国威増大に関心を示さずに同盟国の援助を避けるようになった。
大オルダ滅亡後、タタール人の君主はチンギス・カンの後継者の如くロシアを隷属させる権利を提示するようになった。クリミアとカザンの関係は一層緊迫を増すようになった。クリミアの政策の方向転換は同国のジョチ・ウルスの支配権の回復と結びついている。このことは崩壊した大オルダの残党を隷属させることを目指すかのように現れた。例えば、アストラハン・ハン国はクリミアの請求者と同様に、自らをロシアやポーランド＝リトアニアの地の主人であるかのように演出した。スラヴ人の地の掠奪がクリミア・ハン国の経済の重要な要素であった。いずれにせよクリミア・ハン国はスラヴ人を略奪して、同国のハンはモスクワとポーランド＝リトアニアの双方から膨大な贈物を得て、その後で贈物の量が少なかった方、あるいは両方とも略奪した。カザン・ハン国はクリミア・ハン国並びにノガイ・オルダと密接な関係を持っていた。この関係は名家の親密な姻戚関係や精神的並びに倫理的自覚の団結にあった。カザンにおいては農耕及び手工業が大部分の経済的役割を担っていたが、ヴォルガ河畔の交易が担っていたのが重要な事実であり、この方面から交易分野に関心を持つおびただしい数の住民のグループがやってきて、略奪的な戦争のために設置された十分に有力な戦力が存在し、その戦力はその他形成されたタタール系国家との同盟及び支持にあった。
戦争に先立って、ロシア派主導のもとで擁立され、長年に渡ってカザン政府を指導してきた著名な政治家であるケリ・アフメド公による政権を排除することが行われた。ケリ・アフメドは1495年時のムハンマド・アミン打倒のまとめ役であり、1502年には自身の兄弟をハン位から引きずり下ろしてムハンマド・アミンを復位させるという新たな政変を敢行した。幾人かのハンのもとで政権を率先し、またハンを交替させたこの人間はハンの権力のために重大な危険性を明らかに提示していた。ムハンマド・アミンはケリ・アフメドを権力の座から引きずり下ろすことが出来て、ケリ・アフメドは逮捕されて断罪されて処刑されたか、単に殺されただけなのかもしれない。8年間途切れることなく権力を確立していたケリ・アフメドの政権は崩壊した。
幾つかの一次資料では、ノガイ・タタタール人の族長であったヤムグルチの娘で后妃であったカラクーシュの反ロシア的な感情がムハンマド・アミンに及ぼした影響について認められている。彼女はムハンマド・アミンが復位するまではその異母兄弟にあたるイリハムの后妃であり、政変の際にロシア人に捕えられ、ムハンマド・アミンとイリハムがともにハンの座にあった時には後者が死ぬまでヴォログダに流刑されていたというが、この情報の信憑性は疑わしい。

## 戦争の開始
戦争はイヴァン3世が死ぬ間際の1ヶ月に、カザンに滞在していたモスクワの使節であるミハイル・エロープキン＝クリャピクに対する背徳的な拘禁並びにロシア人商人に対する襲撃（その財産は強奪され、商人自身もある者は殺され、ある者は身代金ないし奴隷として売るために捕えられた）を契機として始まった。この事件は大規模な定期市が開かれた1505年6月24日に生じ、この時、とりわけ多くのロシア人商人がカザンにいた。この後、タタール軍はニジニ・ノヴゴロドへ進撃し、同都市を9月に包囲した。タタール軍は60000人の戦力を有し、その内訳はカザン・タタール人が40000人、ノガイ・タタール人が20000人であり、ヤムグルチの息子とカラクーシュの兄弟が率いていた。
ニジニ・ノヴゴロドは十分に強化され、要塞には火器が設置されていたが、戦闘経験が豊富な軍司令官であるイヴァン・ヴァシリエヴィチ・ハラム・シムスキーが指揮するごく僅かな守備兵が同都市を防衛した。十分な装備を有しながら戦力を有していなかったことから、ベドローシャの戦いで捕えられ、ニジニ・ノヴゴロドにいたリトアニアの捕虜達（彼等の大部分は民族的にはロシア人（ルーシ人）で来るべき和平に関連して釈放されることを期待していた）が武装することとなった。当然のことながら、タタール人によるニジニ・ノヴゴロドの占領はたとえ死ぬことはなくても奴隷とされる恐れがあり、それ故にリトアニア軍捕虜達は自ら進んで防衛戦に参加したのであった。襲撃の結果、あるいはタタール軍ないし住民自身によって城外の商工地区は焼かれた、けれどもタタール軍は城壁への襲撃に取りかかることなく、城塞からの砲火によってノガイ軍の公が戦死し、加えてロシア軍が到着したとの知らせを受けてタタール軍はカザンに退却した。
ロシア政府はホルムスク公ヴァシーリー・ダニイロヴィチ、サティルガン、ジャナイが指揮する100000人の兵力を動員したものの、ムーロムより先は進軍しなかった。1505年度のムーロムにてロシア軍が怠惰をむさぼっていたことは、この戦争における重大な局面の一つとしては納得がいくものではなかった。

## 1506年のカザン遠征
1505年の秋に統治権を引き継いだイヴァン3世の息子である新大公ヴァシーリー3世は、1506年の春にカザン・ハン国の服属を目的とする大規模な同国への遠征に直ちに取りかかった。軍全体の指揮はヴァシーリー3世の弟であるドミトリイ・イヴァノヴィチに委任された。彼のもとには勿論、経験豊かな軍司令官がいたものの、ドミトリーは総司令官のように重要な役割を担った。なお、ドミトリーに大軍勢の指揮を委任するという試みはこれで2回目であったが、1回目の試みであった1502年のスモレンスク遠征では期待された勝利がもたらされず、完全な失敗となった。カザン遠征も同様にロシア軍の大失敗に終わり、これ以降はドミトリーに指揮を委任されることはなかった。
1506年4月に遠征が開始され、歩兵を搭乗した船団をドミトリー自身と軍司令官であるフョードル・イヴァノヴィチ・ベリスキー公が率いた。アレクサンドル・ヴラディーミロヴィチ・ロストフスキー公指揮下の騎兵部隊は陸路を進んだ。5月22日に船団はカザンに近付くと、ドミトリーは船から降りて徒歩戦で同都市を攻撃することを直ちに命令した。タタール軍はこれを迎え撃って戦端が開かれた。この時にカザン軍の騎兵部隊は密かにロシア軍の背後に回って彼等を船団から孤立させた。ロシア軍には混乱が生じ、その結果、多くの者が殺されたり捕虜となったり、ポガン湖で溺死するなどして大敗北を喫した。その一方で、一部の軍勢が船上でカザンから遠くないところに留まっていたために完全なる壊滅とはならなかった。
遠征の失敗を知ったヴァシーリー3世は他の軍司令官よりも軍才のあった司令官であるホルムスク公ヴァシーリーにカザンに向かうように命じ、自らの弟であるドミトリーに対してホルムスク公が到着する前に再度攻撃に着手しないよう命じた。しかし、6月22日にロストフスク公率いる騎兵部隊がカザンに近付いた時には、ドミトリーは更に引き延ばすことを重要なこととは見做さずに 軍勢に再度カザンを攻撃させた。この襲撃はロシア軍の完敗に終わった。1506年にヴァシーリー3世は、船団と騎兵の2つの大規模な軍団から成る大軍勢をカザン・ハン国に派遣した。5月22日にムハンアンド・アミンはカザンから程遠くないところで一足早く着いた船団を撃破し、1ヶ月後の6月25日、騎兵部隊が接近した時には既にロシアの統合軍は全滅していた。幾つかのロシア側の史料によるとロシア軍は100000人の戦力であった。カール・マルクスは自著であるロシア史概要にて、この戦闘のことを「ロシア軍はカザンにて7000人に減じて壊滅した」と綴っている。この言葉に従うならば大規模な会戦だったことになる。チンギス・カン並びにバトゥによる襲撃以降で、ルーシがこのような敗北を知ったことは未だかつてなかった。同時代の人はこの時の戦闘をクリコヴォの戦いと比較している。ヴァシーリー3世は「従来通りの平和と友好」という和平をムハンマド・アミンと締結することを余儀なくされた。もう少し先のジギスムント・フォン・ヘルベルシュタインは「カザンはモスクワの主権から独立した」と綴っている。
『カザン年代記』やА.И.Лызловの『スキタイ人の歴史』では1508年の項では以下のように綴られた。
このカザンへの攻勢は1505年から1507年までのロシア・カザン戦争の範囲内で行われた。15年にも渡るロシアの専横やハンのすげ替え並びに彼等のロシアの地への追放はタタール人の民族感情を酷く傷付け、タタール人の宮廷貴族も一般の民衆にも抵抗を呼び起こしたというのが開戦前夜の流れであった。モスクワ勢力追放後にハンに復位したムハンマド・アミンは、ロシアの圧力に終止符を打つことに決めて1502年から1505年の3年間の間、密かにロシアとの戦争準備を進めた。彼は、老齢のイヴァン3世、ロシア人の警戒心の喪失、宮廷における「親ロシア派」の緩みなどの自らの置かれている状況の変化が改善されていることを考慮に入れていた。戦争はカザン川から始まり、まばらな成果を挙げながらイヴァン3世が死ぬまでの1505年の秋まで続いた。1506年の春にヴァシーリー3世はカザン遠征のための軍勢を組織した。1506年5月22日にロシア軍の歩兵部隊はカザン付近で下船し、一切の偵察抜きで同都市に向ってヴォルガの岸沿いに進んだ。同軍は正面と背後の2方面からタタール軍の攻撃にさらされて早々と壊滅した。ロシア軍の敗北を知った政府は同軍の敗残兵に対して軍事的活動を再開せずに増援部隊を待つことを命じて新たな軍勢を組織始めた。だが、1506年6月22日に、戦闘に参加することを未だ承諾していなかったロシア軍騎兵の先発隊はカザンに近付き、ロシア軍司令官は後発隊が来るのを待たずして、モスクワからの禁令に反して同都市への新たな攻撃を開始することを決めた。この攻撃はロシア軍の完敗に終わった。結果、軍隊はあたかも独自の戦力のように存在することを事実上やめた。100000人の兵力のうち、生き残ったのは約7000人であった。ロシア軍を壊滅させたタタール軍は50000人であった。打ち負かされたロシア軍はタタール軍騎兵の追跡を受けつつカザン・ハン国内から逃げ落ちた。その一方でこれは完敗ではなかった。ドミトリー公は一部の軍勢を伴ってニジニ・ノヴゴロドに撤退することが出来た。タタールの皇子ジャナイと軍司令官フョードル・ミハイロヴィチ・キセリョーフ率いる別のロシア軍部隊はムーロムに向い、道中でタタール軍の襲撃に遭ったものの撃退して同都市に無事に辿り着いた。
この敗北についての詳しい事実は、『カザン年代記』に遡ることが出来る。同書によれば、カザン市民は城壁付近で大規模な定期市と祝賀会を行い、カザンの目の前の草原に商品を並べた多数の露店があった。タタール人はカザンに避難し、ロシア軍は掠奪や飲酒に耽った。別の日にタタール軍はカザンから打って出てロシア軍を完膚なきまでに叩きのめした。この説話の異本では、商品や酒を並べた露店は、とりわけ狡猾な陰謀であったかのように行われたという点で異なっている。
しかし、同書には疑わしい点が存在し、物語上多くの不自然な細部があると結論付けられている。例えば、地理的な事柄が無茶苦茶であり（ツァーリーツィン平原とアルスク高原）、諸年代記ではこの戦いの後再三に渡って生きているかのように言及されているドミトリー・イヴァノヴィチ自身並びに多くの軍司令官が戦死したとしている。2日間に及ぶ略奪の間、ロシア軍司令官は如何なる軍規も回復することが出来なかったことが僅かに信頼性に足りている。

## 戦争の完遂
1506年のロシア軍の敗北にも係わらず、おびただしい数の財源を有し、敗北後、直ちに次の春の遠征の準備に取りかかった。カザン・ハンであるムハンマド・アミンは新たな遠征軍を待ち受けようとはせず、1507年3月に戦前の状況にするという和平案を使者であるアブッドーラに携えさせてモスクワに派遣し。この際にアブッドーラはエロープキン・クリャープカ大使を含む全てのロシア人捕虜を釈放することを約束した。和平条件は、西方の情勢が同地における戦力の集中を求めるというヴァシーリー3世の関心に応えたものであった。
ロシア政府は前提条件としてエロープキン・クリャープカ大使の解放を和平交渉の第一に突き出した。カザン側は和平締結の際にロシアの使節団全員を解放することを約束した。このことを条件として和平交渉が始まった。和平交渉は1507年3月17日から12月にかけてモスクワとカザンとの間で交互に行われた。
ロシア側からは大使書記兼急使であるアレクセイ・ルーキン、御前侍官である大貴族のイヴァン・グリゴリエヴィチ・パプレービン、書記であるヤクル（エリザル）・スーコフが交渉に引見した。カザン・ハン国側からは公で大使であるバラト・セイト、ハン国の官吏であるソベタ・アブッドゥーラ、賢者ブーゼクが交渉を行った。
条約はモスクワでは1507年9月8日に、カザンでは同年の12月23日に調印された。条約に従って「イヴァン3世の時のように昔通り友好的な平和」の現状が回復してロシア人捕虜が帰還した。

## 戦争の結果
1508年1月に外交手段によって、未だクリミア・ハン国や中央アジアの市場に奴隷として売られていなかった上記のロシア人捕虜の一部を解放させることに成功した。
1507年から1507年にかけてのロシア軍の不成功に終わった大戦争の結果、ヴァシーリー3世の政府は、1507年の和平締結以降はカザン・ハン国に対して雪辱や敵対政策を考えることはなかった。その一方でニジニ・ノヴゴロドにおいては16世紀の標準として合致する新たな石の要塞が建設された。ムハンマド・アミンはこの戦争のおかげで絶対的な権威を獲得し、カザン民衆の視点では既にモスクワの傀儡ではなかった。モスクワに対する勝利者としてのムハンマド・アミンはこの後、外国貿易の政策上、現実主義、モスクワとの友好的な関係のやり方に回帰した。モスクワの同盟者であったクリミアのハンであるメングリ1世とその妻でムハンマド・アミンの母であるヌール・スルタンがこの方針に助力した。